# Memorial Park
Memorial Park to stacja złotej linii metra w Los Angeles znajdująca się przy skrzyżowaniu East Holly Street i Arroyo Parkway w północnej części Starego Miasta w Pasadenie (Old Town Pasadena). Stacja znajduje się pod apartamentowcem Holly Street Village Apartment zbudowanym w roku 1994. 
Instalacja artystyczna na stacji nosi nazwę Pierwsi artyści w południowej Kalifornii: historia (The First Artists in Southern California: A Short Story) jej autorem jest John Valadez.  

## Godziny kursowania
Tramwaje złotej linii kursują między 5.00 a 0.15 w nocy.

## Miejsca użyteczności publicznej
W pobliżu znajdują się:
- Armory Center for the Arts
- Art Center College of Design
- Fuller Theological Seminary
- Memorial Park & Levitt Pavilion
- Norton Simon Museum
- Old Pasadena Shopping and Dining District
- Pacific Asia Museum
- Pasadena Civic Center
- Pasadena Museum of California Art
- Paseo Colorado Shopping Center
- Rose Bowl

## Połączenia autobusowe
- Metro Local: 180, 181, 256, 260, 267, 686
- Metro Rapid: 762, 780
- Transit Foothill: 187, 690
- Commuter LADOT Express: 549
- Pasadena ARTS:10, 20, 40, 51, 52

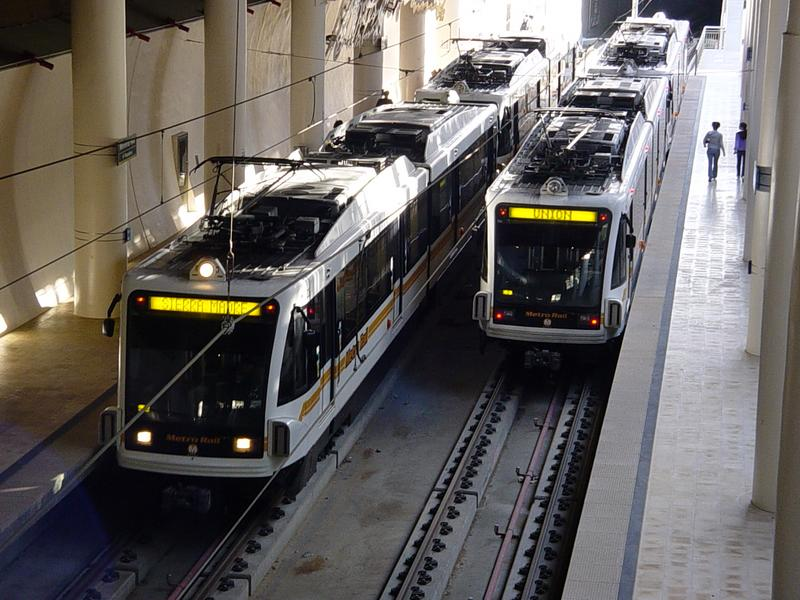
Dwa tramwaje mijają się na stacji Memorial Park
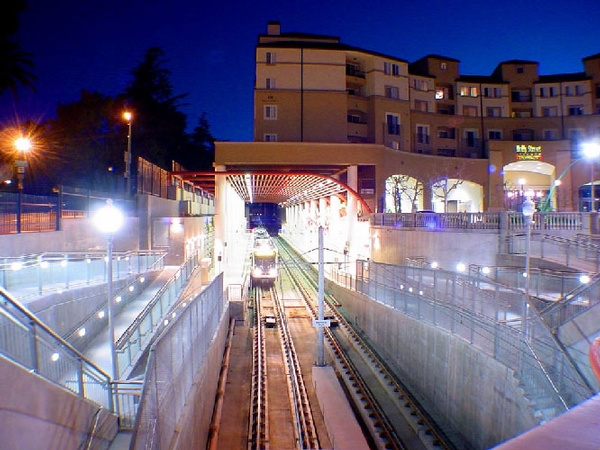
Wjazd na stację tramwaju jadącego w kierunku Los Angeles